# Jack Simpson
Jack Benjamin Simpson (Weymouth, 18 dicembre 1996) è un calciatore inglese, difensore del Leyton Orient.

## Carriera

### Club
Cresciuto nel Bournemouth, il 1º aprile 2015 firma il primo contratto professionistico con le Cherries. Il 24 ottobre 2017 esordisce in prima squadra, nella partita di Coppa di Lega vinta per 3-1 contro il Middlesbrough, segnando anche una rete. Il 12 gennaio 2018 prolunga fino al 2020.

### Nazionale
Il 20 novembre 2018, dopo aver ricevuto la prima convocazione in una rappresentativa giovanile inglese, ha esordito con la nazionale Under-21 inglese, nell'amichevole vinta per 1-5 contro la Danimarca.

## Statistiche

### Presenze e reti nei club
Statistiche aggiornate al 27 aprile 2024.
| Stagione            | Squadra             | Campionato          | Campionato | Campionato | Coppe nazionali | Coppe nazionali | Coppe nazionali | Coppe continentali | Coppe continentali | Coppe continentali | Altre coppe | Altre coppe | Altre coppe | Totale | Totale | Totale |
| Stagione            | Squadra             | Comp                | Pres       | Reti       | Comp            | Pres            | Reti            | Comp               | Pres               | Reti               | Comp        | Pres        | Reti        | Pres   | Reti   |        |
| ------------------- | ------------------- | ------------------- | ---------- | ---------- | --------------- | --------------- | --------------- | ------------------ | ------------------ | ------------------ | ----------- | ----------- | ----------- | ------ | ------ | ------ |
| 2017-2018           | Bournemouth         | PL                  | 1          | 0          | FACup+CdL       | 1+2             | 0+1             | -                  | -                  | -                  | -           | -           | -           | 4      | 1      |        |
| 2018-2019           | Bournemouth         | PL                  | 6          | 0          | FACup+CdL       | 1+4             | 0               | -                  | -                  | -                  | -           | -           | -           | 11     | 0      |        |
| 2019-2020           | Bournemouth         | PL                  | 4          | 0          | FACup+CdL       | 2+2             | 0+0             | -                  | -                  | -                  | -           | -           | -           | 8      | 0      |        |
| 2020-gen.2021       | Bournemouth         | FLC                 | 9          | 0          | FACup+CdL       | 1+2             | 0+0             | -                  | -                  | -                  | -           | -           | -           | 12     | 0      |        |
| Totale Bournemouth  | Totale Bournemouth  | Totale Bournemouth  | 20         | 0          |                 | 15              | 1               |                    | -                  | -                  |             | -           | -           | 35     | 1      |        |
| gen.-giu 2021       | Rangers             | SP                  | 5          | 0          | SC+CdL          | 1+0             | 0+0             | UEL                | 1                  | 0                  | -           | -           | -           | 7      | 0      |        |
| 2021-2022           | Rangers             | SP                  | 4          | 0          | SC+CdL          | 2+1             | 0+0             | UEL+UEL            | 0                  | 0                  | -           | -           | -           | 7      | 0      |        |
| Totale Rangers      | Totale Rangers      | Totale Rangers      | 9          | 0          |                 | 4               | 0               |                    | 1                  | 0                  |             | -           | -           | 14     | 0      |        |
| 2022-2023           | Cardiff City        | FLC                 | 19         | 0          | FACup+CdL       | 2+0             | 0               | -                  | -                  | -                  | -           | -           | -           | 21     | 0      |        |
| ago. 2023           | Cardiff City        | FLC                 | 1          | 0          | FACup+CdL       | 0+1             | 0               | -                  | -                  | -                  | -           | -           | -           | 2      | 0      |        |
| Totale Cardiff City | Totale Cardiff City | Totale Cardiff City | 20         | 0          |                 | 3               | 0               |                    | -                  | -                  |             | -           | -           | 23     | 0      |        |
| feb.-giu. 2024      | Leyton Orient       | FL1                 | 5          | 0          | -               | -               | -               | -                  | -                  | -                  | -           | -           | -           | 5      | 0      |        |
| Totale carriera     | Totale carriera     | Totale carriera     | 54         | 0          |                 | 22              | 1               |                    | 1                  | 0                  |             | -           | -           | 77     | 1      |        |

## Palmarès

### Club

#### Competizioni nazionali
- Campionato scozzese: 1

Rangers: 2020-2021
- Coppa di Scozia: 1

Rangers: 2021-2022